# Arthur Foljambe
Arthur Foljambe, 2. hrabia Liverpool (ur. 27 maja 1870 w Liverpoolu, zm. 15 maja 1941 w okolicach Lincoln) – brytyjski polityk i arystokrata, pierwszy w historii gubernator generalny Nowej Zelandii.
Jako młody człowiek pracował w służbie cywilnej w Irlandii, odbywał także służbę wojskową w Indiach. Karierę polityczną rozpoczął w 1907, kiedy to odziedziczył po ojcu tytuł hrabiego Liverpool. Zasiadł wówczas w Izbie Lordów w ławach Partii Liberalnej. W 1909 objął urząd Kontrolera Dworu Królewskiego. Trzy lata później został mianowany gubernatorem Nowej Zelandii. W 1917 nazwa tego stanowiska została zmieniona na gubernatora generalnego, co miało związek z uzyskaniem przez Nową Zelandią w 1907 statusu dominium (wcześniej była jedynie kolonią brytyjską). W 1920 opuścił Antypody i wrócił do Anglii. Zmarł w 1941 w swej rezydencji w okolicach Lincoln. Nie miał dzieci, jednak jego tytuł został odziedziczony przez jego przyrodniego brata.

Herb lorda Liverpool